# Faces (Chris-Caffery-Album)
Faces ist ein 2004 erschienenes Soloalbum von Chris Caffery, dem Leadgitarristen der Band Savatage. Wenn man Cafferys früheres Projekt Doctor Butcher nicht als Soloprojekt gelten lässt, ist „Faces“ sein Solo-Debüt.
Aufgrund der dem Album beiliegenden Bonus-CD „God Damn War“ wird das Album häufig als Doppelalbum unter dem Titel „Faces/God Damn War“ geführt.

## Werksgeschichte
Nach Beendigung der Tournee zum Album „Poets & Madmen“ im Jahr 2002 legten Savatage eine längere Pause ein. Die Bandmitglieder nutzten diese Pause zum einen für das kommerziell sehr erfolgreiche Nebenprojekt Trans-Siberian Orchestra, zum anderen bereiteten Sänger Jon Oliva und Gitarrist Caffery in den Jahren 2003 und 2004 unterschiedliche Soloalben vor, da Oliva bei verschiedenen Interviews eine Rückkehr der Band nicht vor dem 25-jährigen Jubiläum der Veröffentlichung des Debütalbums „Sirens“ aus dem Jahr 1982 in Aussicht gestellt hatte.
Wie Caffery in Interviews angab, komponierte er sämtliche Musikstücke des Albums alleine und spielte sie in seinem Appartement im New Yorker Stadtteil Astoria (Queens) als Demoaufnahmen am Computer ein. Anschließend nahm Caffery die Lieder in den Spin Studios mit Nik Chinboukas als Co-Produzent auf. Für die Sessions engagierte Caffery auch den Savatage-Schlagzeuger Jeff Plate, den an verschiedenen anderen Projekten beteiligten Bassisten Dave Z. sowie den bereits mit Doro und Rainbow aktiven Keyboarder Paul Morris. Bei den gleichen Aufnahmen wurden auch die beiden Nachfolgealben „God Damn War“ und „W.A.R.P.E.D.“ aufgenommen.
Das Album wurde im September 2004 europaweit über das griechische Plattenlabel Black Lotus Records veröffentlicht und von verschiedenen Firmen weltweit vertrieben. In den USA erschien das Album erst im Januar 2005.
Es erschienen zwei Ausgaben, eine im Jewelcase und eine im Digipak. Beiden Ausgaben lag die Bonus-CD „God Damn War“ mit einer Spielzeit von ca. 40 Minuten bei. Zudem erschien 2006 eine Ausgabe, die drei CDs im Digipak umfasste und auch das Nachfolgealbum „W.A.R.P.E.D.“ einschloss. Dem Erscheinen des Albums war die Single „The Mold“ vorangegangen, später wurde noch die EP „Music Man“ veröffentlicht. Beide Auskopplungen enthielten neben den Titelsongs und anderen Lieder der beiden Alben bisher unveröffentlichte Stücke. Über seine Homepage veröffentlichte Caffery im Vorfeld des Albums auch eine Version von „Pisses Me Off“, der die Gesangsspuren fehlten, und bat seine Fans darum, ihm eigene Versionen des Liedes zu schicken.
Im Winter 2004 und im Frühjahr 2005 ging Caffery mit einer neuen Besetzung auf Tour durch Amerika und Europa.

## Stil
Der Stil auf dem Album lässt sich im Großen und Ganzen sehr mit dem von Savatage vergleichen, weist jedoch ein breiteres Spektrum an Einflüssen auf.
Das Album bietet schnelle und harte Stücke, die der Doctor-Butcher-Interpretation des Begriffs „Power Metal“ entsprechen. Diesem Schema entsprechen zum Beispiel „Faces“ und „The Mold“. Daneben gibt es mittelschnelle bis langsame Lieder, die vor allem von einer Vielzahl abwechselnder Riffs bestimmt werden, wie zum Beispiel „Pisses Me Off“ oder „Fade Into The X“. Deutlich eher am symphonischen Savatage-Stil sind jedoch etwa die Lieder „Remember“ und vor allem das vom Instrumentalstück „Preludio“ eingeleitete „Abandoned“. Charakteristische Merkmale der Band wie zum Beispiel den typischen Chorgesang findet man jedoch in praktisch allen Songs, darüber hinaus erinnert Cafferys rauer Gesang stellenweise sehr deutlich an den Savatage-Sänger Jon Oliva.
Aus dem Rahmen fallen jedoch vor allem deutlich ruhiger arrangierte Lieder wie zum Beispiel das halbakustische „Music Man“, auf dem Caffery deutliche Blues-Einflüsse verarbeitet. Ähnliche Elemente finden sich auch auf anderen Tracks, insgesamt klingt Cafferys Album daher weitaus vielfältiger als die Werke von Savatage.
Textlich präsentiert Caffery auf diesem Album kein durchgehendes Konzept wie auf den letzten Savatage-Alben, sondern eine Auswahl von Geschichten über alltägliche Probleme, Lebensgeschichten und -erfahrungen. Im Gegensatz dazu präsentiert das zeitgleich aufgenommene „God Damn War“/„W.A.R.P.E.D.“ ein politisch engagiertes Konzept über den Themenkomplex Krieg.

## Titelliste

### Faces
1. Alas (1:34)
2. Faces (4:36)
3. Fade Into The X (5:14)
4. Pisses Me Off (5:25)
5. Remember (4:02)
6. The Fall (4:04)
7. Music Man (4:52)
8. Life, Crazy Life! (4:32)
9. The Mold (5:04)
10. Bag O' Bones (3:31)
11. Evil Is As Evil Does (3:20)
12. Never (6:43)
13. So Far Today (4:49)
14. Jealousy (6:06)
15. Preludio (4:56)
16. Abandoned (6:51)

Gesamtspielzeit: 76 Minuten 19 Sekunden
Alle Lieder wurden von Chris Caffery geschrieben. Bei „Pisses Me Off“ schrieb Cafferys Freund Kemp Muhl am Text mit, „Bag O' Bones“ wurde zusammen mit Steve Broderick geschrieben.

### The Mold
1. The Mold (5:03)
2. Fade Into The X (5:14)
3. God Damn War (6:33)
4. Fright Knights (6:38)
5. Forever We’ll Be (5:12)

Gesamtspielzeit: 28 Minuten 40 Sekunden
„Forever We’ll Be“ ist auf keinem Studioalbum von Chris Caffery enthalten; „Fright Knights“ war für das „W.A.R.P.E.D.“-Album vorgesehen, entfiel jedoch aus Platzgründen.

### Music Man
1. Music Man (4:52)
2. What Child Is This? (4:10)
3. Christmas Is (4:16)
4. Forever We’ll Be (5:20)
5. Pisses Me Off (Radio-Edit, 4:23)
6. Abandoned (8:27)
7. Amazing Grace (1:39)
8. Pisses Me Off (4:20)

Gesamtspielzeit: 37 Minuten 25 Sekunden
„What Child Is This?“ und „Christmas Is“ sind neue Tracks, „Pisses Me Off“ wurde gekürzt. „Abandoned“ liegt als Zusammenschnitt mit dem gekürzten „Preludio“ vor.